# Kuźnice (Zakopane)

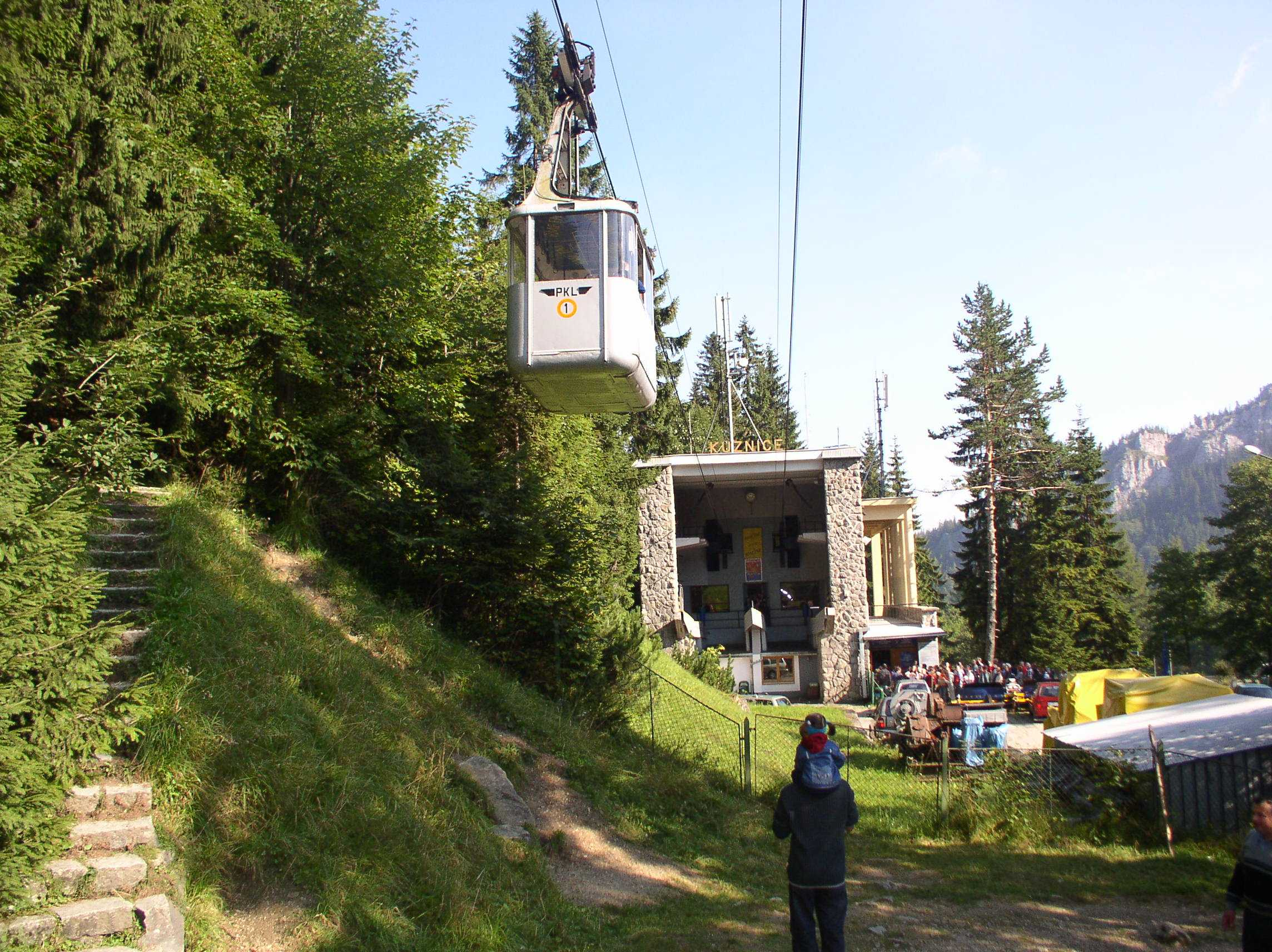
Dolna stacja kolejki na Kasprowy Wierch (przed przebudową)

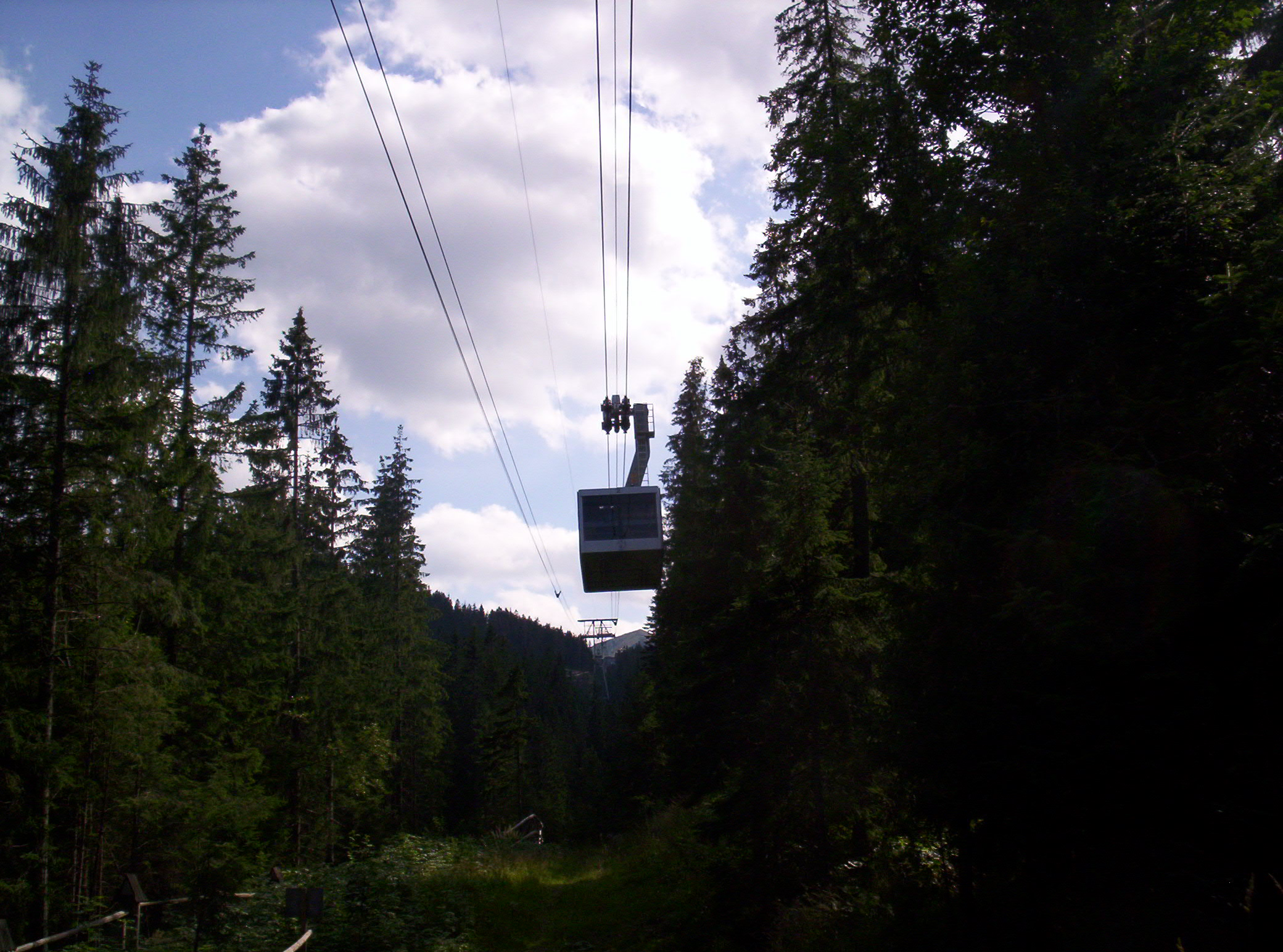
Wagon kolei linowej zjeżdżający do Kuźnic

Kuźnice – część Zakopanego, położona w dolnej partii Doliny Bystrej na wysokości ok. 1010 m n.p.m. Znajduje się całkowicie na obszarze Tatr, pomiędzy zboczami Krokwi, Jaworzyńskich Czół, Boczania, Nieboraka i Nosala. Dolna stacja kolei linowej na Kasprowy Wierch i centrum ruchu turystycznego.

## Historia
Historia Kuźnic sięga XVIII wieku, gdy w Dolinie Jaworzynki, zwanej wówczas Jaworzynką Łuszczkową, odkryto złoża rudy żelaza. Na terenie dzisiejszych Kuźnic magazynowano ją, a następnie Drogą Żelazną (obecna Droga pod Reglami) transportowano do huty w Dolinie Kościeliskiej, gdzie była przetapiana.

### Huty Hamerskie
W roku 1776 pojawiła się nazwa Huty Hamerskie, dla określenia zakładu w Kuźnicach, który został założony nieco wcześniej (dokładna data nie jest znana) prawdopodobnie przez ówczesnego starostę nowotarskiego Franciszka Rychtera-Pelikańskiego, który był jej posiadaczem aż do śmierci (1783). Częściej jednak używana była nazwa Hamry. Maria Steczkowska w 1858 pisze: „Kuźnice zakopiańskie, które tu wszyscy bez wyjątku Hamrami nazywają”.
W kolejnych latach, począwszy od 1807, Hamry były własnością rodziny Homolacsów, wywodzącej się z Węgier. Huta stopniowo rozwijała się, a okres największej świetności obiektu przypadł na połowę XIX wieku, gdy Huty Hamerskie były największym tego typu zakładem w Galicji. Roczna produkcja surówki wynosiła 500 t, a żelaza sztabowego i blachy walcowanej około 700 t. Huta dawała wtedy zatrudnienie ponad 120 osobom, z których większość rekrutowała się spośród okolicznej ludności. Wszyscy pracownicy należeli do „Puszki Brackiej” – organizacji, która w razie ich choroby lub śmierci wypłacała rodzinom zasiłki. W Hamrach powstała szkoła (w której na polecenie Homolacsów uczono historii Polski), zakład miał również swoją orkiestrę oraz chorągiew.
Siły napędowej dla młotów kuźniczych, walcowni z 3 walcarkami i gwoździarki dostarczało koło wodne na potoku Bystra. Huty Hamerskie były opalane węglem drzewnym, wypalanym przede wszystkim z tatrzańskiego buka. Pierwotnie piętro regla dolnego było porośnięte lasem mieszanym, natomiast obecnie składa się prawie wyłącznie ze świerka – głównie za sprawą rabunkowej gospodarki leśnej kuźnickiego zakładu. W 1878 Władysław Anczyc pisał: „Nie lubię Kuźnic, zdaje mi się, że to potwór pożerający najpiękniejszą ozdobę gór, lasy”.
Zasoby rudy żelaza okazały się niewystarczające dla opłacalnej produkcji już pod koniec lat sześćdziesiątych XIX wieku i w 1869 Homolacsowie sprzedali hutę wraz z dobrami zakopiańskimi berlińskiemu bankierowi, baronowi Ludwigowi Eichbornowi. Kryzys w przemyśle metalowym w Galicji spowodowany pojawieniem się tanich wyrobów hutniczych z Anglii oraz źle prowadzony zakład hutniczy doprowadziły do szybkiego upadku Kuźnic. W roku 1875 wielki piec wygaszono i przerobiono na piec do przetopu starego żeliwa. Dalej działały kuźnice i walcownia, wytwarzano m.in. obręcze, osie, podkowy, młotki, kilofy, lemiesze oraz dusze do żelazek. Trzy lata później zaniechano całkowicie produkcji. W latach 1876–1879 lekarz zakładów metalowych Ludwik Ganczarski prowadził w Kuźnicach zakład wodoleczniczy, który oferował kąpiele ciepłe (żużlowe i igliwiowe) oraz zimne (w doprowadzonej do kabin kąpielowych wodzie z potoku Bystra). W roku 1881 Kuźnice otrzymał zięć Eichborna, Magnus Peltz. Próbował on zastąpić przemysł metalowy produkcją miazgi drzewnej i tektury. Wybudował dwie papiernie (jedna z nich powyżej ronda kuźnickiego przetrwała do 1945 r., druga spłonęła w 1895).
Jednakże wytrzebienie okolicznych lasów na potrzeby hut i papierni szybko doprowadziło Peltza do bankructwa. Zadłużony majątek sprzedano na przymusowej licytacji w 1888 roku. Dobra zakopiańskie wraz z Kuźnicami kupił Władysław hr. Zamoyski. Zdecydował on o całkowitej likwidacji zakładu metalowego, na złom sprzedano wyposażenie techniczne kuźni, hut i innych obiektów, zaczęto wyburzać stare i zniszczone obiekty, m.in. dwór, który spłonął w 1884 roku. W budynku dyrekcji huty w latach 1892 - 1950 działała Szkoła Domowej Pracy Kobiet, założona przez Jadwigę Zamoyską, matkę Władysława. 
W 1936 w Kuźnicach powstała dolna stacja kolei linowej na Kasprowy Wierch i od tego czasu są one często odwiedzane przez turystów.
20 czerwca 2024 roku w Kuźnicach odsłonięto pomnik „W hołdzie kurierom tatrzańskim”, którzy w latach II wojny światowej przemierzali szlaki przez Tatry na Węgry. Pomnik, usytuowany na placu poniżej dolnej stacji kolei linowej, przedstawia postacie trzech narciarzy, poszukujących drogi, usytuowane na wielkim głazie.

## Turystyka
Usytuowana jest tu dolna stacja kolei linowej na Kasprowy Wierch i to dzięki niej Kuźnice stały się popularne. W lecie 2006 roku rozpoczęto gruntowną modernizację kolei. W związku z protestami organizacji ekologicznych remont rozpoczął się z opóźnieniem 7 maja 2007 roku. Nowa kolej została oddana do użytku na sezon zimowy 2007/2008.
W Kuźnicach turystyka odgrywa dużą rolę, są one dużym centrum ruchu turystycznego zarówno w lecie, jak i zimą. W zimie narciarze korzystają z kolei na Kasprowy Wierch, a także zjeżdżają jednokierunkową nartostradą z Nosalowej Przełęczy. Znajduje się tutaj wiele stoisk góralskich z pamiątkami, które dla osób z nizin (dla górali tzw. ceprów) stanowią dużą atrakcję.
Zespół dworsko-parkowy w Kuźnicach, obecnie Dyrekcja TPN, jest dostępny do zwiedzania. Znajduje się tam m.in. muzeum „Spichlerz i Wozownia”, w którym jest wystawa zdjęć i kolekcja kręgowców Antoniego Kocyana. W obecnym budynku administracji znajdowała się szkoła Jadwigi Zamoyskiej dla kobiet Gospodarstwa Domowego.

## Komunikacja
Od ronda Jana Pawła II (dawniej było to rondo Kuźnickie) prowadzi do Kuźnic al. Przewodników Tatrzańskich. Wjazd samochodem do Kuźnic jest zabroniony. Tylko pojazdy dla niepełnosprawnych lub posiadające specjalne zezwolenie wydawane przez urząd miasta mogą poruszać się trasą od ronda do samych Kuźnic.
Komunikację do Kuźnic tworzy PPKS Zakopane oraz wiele minibusów, które najczęściej kursują na trasie Zakopane-Centrum – Kuźnice. Połączenia busów obejmują także między innymi trasy Kuźnice-Kiry, Kuźnice-Toporowa Cyrhla, Kuźnice-Łysa Polana. Autobusy kursują co parę minut, dzięki temu w pojazdach nie ma tłoku. Oprócz tego dostępne są również taksówki. Postoje zlokalizowane są przy rondzie, jak również w Kuźnicach obok dolnej stacji kolei linowej.

## Szlaki turystyczne
Kuźnice stanowią jeden z najpopularniejszych punktów wyjścia dla wycieczek w wyższe partie Tatr Zachodnich i Wysokich. Znajduje się tu skrzyżowanie szlaków. Czasy przejścia podane na podstawie mapy.
 – niebieski na Giewont Drogą Brata Alberta przez Kalatówki i Dolinę Kondratową. Czas przejścia: 2:45 h, ↓ 2 h
 – żółty przez Dolinę Jaworzynkę na Przełęcz między Kopami. Czas przejścia: 1:30 h, ↓ 1:15 h
 – niebieski przez Boczań do schroniska „Murowaniec” w Dolinie Gąsienicowej. Czas przejścia: 1:30 h, ↓ 1:15 h
 – zielony na Kasprowy Wierch przez Bystrą Polankę i Myślenickie Turnie. Czas przejścia: 2:30 h, ↓ 2 h
 – zielony na Nosal przez Nosalową Przełęcz. Czas przejścia: 35 min, ↓ 30 min
 – niebieski do centrum Zakopanego. Czas przejścia: 50 min, ↑ 1 h
 – czarny (Ścieżka nad Reglami) przez Halę Kalatówki na Czerwoną Przełęcz i dalej, aż do Doliny Chochołowskiej.
- Czas przejścia na Czerwoną Przełęcz: 1:50 h, ↓ 1:40 h
- Czas przejścia całego szlaku, do Doliny Chochołowskiej: ok. 6 h

W 1952 szlak prowadzący przez Kuźnice do Hali Gąsienicowej nazwano Szlakiem Lenina.